# 117년

## 연호
- 후한(後漢) 원초(元初) 4년

## 기년
- 후한(後漢) 안제(安帝) 11년
- 신라(新羅) 지마 이사금(祗摩泥師今) 6년
- 고구려(高句麗) 태조대왕(太祖大王) 65년
- 백제(百濟) 기루왕(己婁王) 41년

## 사건
- 로마 제국 역사상 넓은 영토를 이룬 트라야누스 황제가 서거 하였고, 그 뒤를 이어 하드리아누스가 새 황제로 즉위했다.

## 사망
- 로마 제국 역사가 타키투스
- 8월 7일 - 로마 제국 13대 황제 트라야누스